# Phaloria kotoshoensis
Phaloria kotoshoensis är en insektsart som först beskrevs av Tokuichi Shiraki 1930.  Phaloria kotoshoensis ingår i släktet Phaloria och familjen syrsor. Inga underarter finns listade i Catalogue of Life.